# Jaczkowice
Jaczkowice ([jat͡ʂkɔˈvit͡sɛ], alemán: Jätzdorf) es una aldea en el distrito administrativo de Gmina Oława, dentro del condado de Oława, Voivodato de Baja Silesia, en el suroeste de Polonia. Antes de 1945 estaba en Alemania.
Se encuentra aproximadamente a 3 kilómetros al suroeste de Oława y a 29 kilómetros al sureste de la capital regional, Wrocław.